# Arnimswalde (Gerswalde)

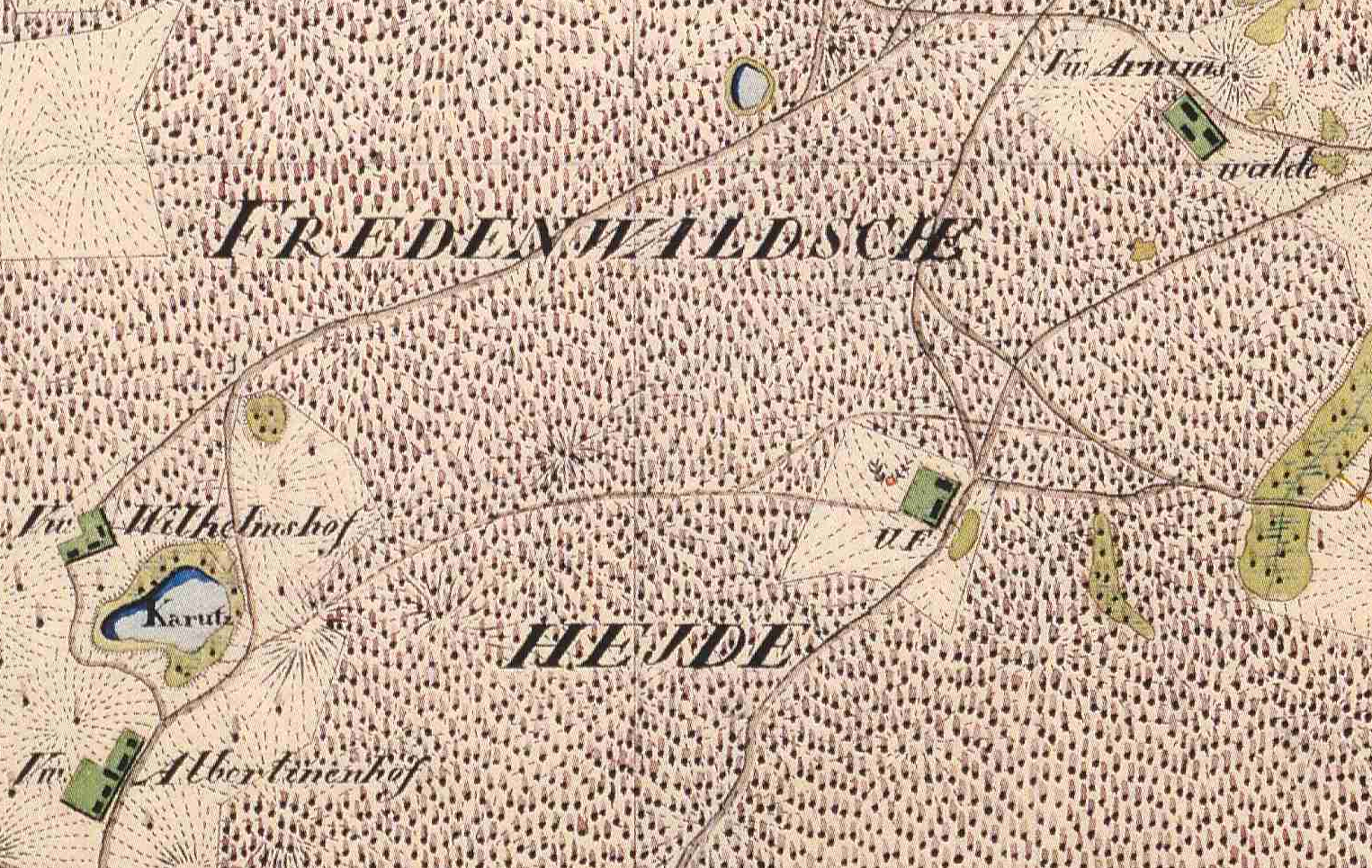
Arnimswalde, Kronsfenn (= U.F.), Albertinenhof (abgeg.), alle Gem. Gerswalde, und Wilhelmshof (abgeg.), Gem. Milmersdorf, Ausschnitt aus dem Urmesstischblatt 2848 Gerswalde von 1826

Arnimswalde ist ein Gemeindeteil von Gerswalde im Landkreis Uckermark (Brandenburg). Arnimswalde wurde 1768 als Vorwerk des Ritterguts Fredenwalde neu aufgebaut.

## Lage
Arnimswalde liegt ca. vier Kilometer südwestlich von Groß Fredenwalde und knapp sechs Kilometer südsüdwestlich von Gerswalde. Der Gemeindeteil ist über eine kleine Straße, die am nördlichen Ortsausgang von Willmine von der L 242 nach Westen abzweigt, zu erreichen. Der Ortskern liegt auf etwa 70 m ü. NHN.

## Geschichte
Das Vorwerk Arnimswalde wurde 1768 vom Rittergut Fredenwalde aus neu aufgebaut. Alexander Magnus von Arnim besaß ab 1714 ganz Fredenwalde, nachdem ihm sein Bruder Hans Adolf von Arnim seinen Anteil verkauft hatte. Alexander Magnus von Arnim starb 1727 und hinterließ seinen Besitz dem Sohn Alexander bzw. dessen Söhnen. Seine zwei älteren Brüder Curt Friedrich und Hans Christoph hatten keine Kinder bzw. nur einen nichtehelichen Sohn, und der jüngere Bruder Friedrich Wilhelm fiel 1757 vor Prag. Alexander war schon 1753 gestorben. In der Erbteilung von 1768 erhielt der ältere Sohn Curt Friedrich von Arnim den südlichen Teil des Rittergutes. Er baute sich östlich des Sabinensees einen neuen Rittersitz auf, der ursprünglich Neu Fredenwalde genannt wurde, später wurde der Ort dann Willmine genannt, nach der Frau des Curt Friedrich, Hanna Wilhelmine von Dargitz. Außerdem fiel ihm nach dem Tod des Bruders Hans Erdmann das 1743 noch von seinem Vater Alexander gegründete Vorwerk Neu-Temmen zu. Dem jüngeren Bruder Alexander Wilhelm von Arnim verblieb die andere Hälfte des ursprünglichen Rittersitzes. Nach dem Aufbau des Gutes Klein-Fredenwalde bürgerte sich ab etwa diesem Zeitpunkt auch die Schreibweise Groß Fredenwalde für das ursprüngliche Rittergut Fredenwalde ein. Welcher der beiden Brüder das Vorwerk Arnimswalde aufbaute, ließ sich bisher nicht sicher ermitteln. Nach dem Historischen Ortslexikon war Klein-Fredenwalde Pertinenz zu Groß Fredenwalde, könnte demnach von Alexander Wilhelm aufgebaut worden sein. 
1772 verkaufte Curt Friedrich Neu-Temmen an Gottfried von Dargitz. 1793 starb Curt Friedrich von Arnim und hinterließ drei Töchter, die nicht lehnberechtigt waren. Sein (Lehn-)Besitz fiel an seinen Bruder Alexander Wilhelm, der somit das Rittergut Fredenwalde wieder im Alleinbesitz hatte. Alexander Wilhelm war mit Albertine Luise Gräfin von Küssow verheiratet, mit der er die Tochter Henriette Albertine Emilie hatte, die sich mit Carl Caspar von Langenn verheiratete, und den erbberechtigten Sohn Wilhelm Georg, der mit Caroline Henriette von Ahlimb verheiratet war. Alexander Wilhelm baute 1768 auch das Vorwerk Albertinenhof auf, das er nach seiner Frau benannte. Alexander Wilhelm war Kgl. Preußischer Generalleutnant und Träger des Roten Adlerordens und des Ordens Pour le Mérite; er starb am 26. September 1809 in Berlin.
Sein einziger Sohn Wilhelm Georg von Arnim erbte damit den gesamten Besitz: Groß Fredenwalde, Klein-Fredenwalde, Arnimswalde, Willmine, Albertinenhof und einen Anteil an Sperrenwalde. Er hatte aus seiner Ehe mit Caroline Henriette von Ahlimb drei nicht lehnberechtigte Töchter, sodass der Lehnbesitz Fredenwalde nach seinem Tod 1847 erneut geteilt wurde. Nach längeren Erbauseinandersetzungen fiel schließlich 1857
- Groß Fredenwalde und Albertinenhof an Ludwig Bernhard von Arnim (1784–1855) aus dem Hause Götschendorf, bzw. an seinen Sohn Friedrich Wilhelm Georg Ferdinand von Arnim (1832–1876)
- Anteil Groß Sperrenwalde an das Haus Milmersdorf und
- Klein-Fredenwalde, Arnimswalde und Willmine an Friedrich Wilhelm Ludwig von Arnim (1824–1866) aus dem Hause Neu Storkow im damaligen Landkreis Dramburg, Provinz Pommern (bis 1816 Mark Brandenburg).

Friedrich Wilhelm Ludwig von Arnim war der dritte Sohn des Königlich Preußischen Hauptmanns Gustav Ernst von Arnim von Neu Storkow im damaligen Kreis Dramburg in (Hinter-)Pommern. Schon seine Berufsausbildung war auf die Übernahme der drei Güter Arnimswalde, Klein-Fredenwalde und Willmine ausgerichtet, die er 1857 schließlich nach zehnjährigem Lehnsprozess tatsächlich auch zugesprochen bekam. Er war seit 1857 mit Johanna Ottilie Strahl verheiratet und wohnte mit ihr in Willmine. Ihre vier Kinder, von denen aber drei sehr jung starben, wurden alle in Willmine geboren. Friedrich Wilhelm Ludwig von Arnim starb schon 1866 an einem Herzleiden.
Erbe der Güter Willmine, Arnimswalde und Klein-Fredenwalde war der einzige überlebende Sohn Ludwig Gustav Otto Gotthelf (Ludwig) von Arnim (1860–1936), der aber zum Zeitpunkt des Todes seines Vaters erst sechs Jahre alt war. Er ging in die Klosterschule in Ilfeld, lernte anschließend das Fach Landwirtschaft und musste danach zum Militär. 1882 nahm er seinen Abschied und übernahm nun die Bewirtschaftung der bisher verpachteten drei Güter in die eigene Hand. Arnimswalde war 1879 noch an den Oberamtmann Lindenberg verpachtet. 1885 wurde Ludwig von Arnim durch den Administrator (Verwalter) und Oberamtmann Dreger unterstützt. Ludwig von Arnim war zunächst von 1890 an stellvertretender Landrat des Kreises Templin, von 1899 bis 1920 war er hauptamtlicher Landrat des Kreises Templin. Er war außerdem Stiftshauptmann des Stifts Zehdenick. Im Jahr 1900 verkaufte Ludwig Gustav Otto Gotthelf von Arnim die Güter Willmine, Arnimswalde und Klein-Fredenwalde an Hans (Hans) Carl Georg Otto Heinrich Felix von Arnim auf Neuensund bzw. Mürow und bezog eine Dienstwohnung in Templin.
1906 konnte Hans von Arnim von Hubert Friedrich Abraham Christfried von Arnim (1861–1937) auch das Vorwerk Albertinenhof kaufen. Den Albertinenhof ließ er von Ernst Krach verwalten. Das Areal des Albertinenhofs forstete er bald darauf auf. Bereits 1914 wurde nur noch Wald ausgewiesen. Auch Arnimswalde und Teile von Willmine ließen er aufforsten.
Hans von Arnim starb 1914. Erbe des Rittergutes Willmine (mit Arnimswalde, Klein-Fredenwalde und Willmine) war sein Sohn Hans-Jochen August Albert Berthold Carl Helmuth Georg Friedrich Heinrich von Arnim (1884–1950). 1923 hatte Hans Gosch das Gut Arnimswalde gepachtet. Hans-Jochen von Arnim verkaufte ca. 1924 die Ackerflächen des Gutes Willmine an Hans Gosch aus Wilkendorf. Die Waldflächen behielt er und schloss sie an den Forst Arnimswalde an. Der Forst Arnimswalde hatte damals eine Größe von 473 ha, der Forstanteil Albertinenhof 272 ha.
1945/46 wurde das Gut enteignet und verstaatlicht. 1978 gehörte das Areal zum Forstbezirk Milmersdorf des Staatlichen Forstwirtschaftsbetriebs Templin mit Sitz in Arnimswalde.

## Vorwerk und Siedlung Arnimswalde
1775 bestand das Vorwerk Arnimswalde aus drei Feuerstellen, davon zwei in einem Familienhaus, wohl Doppelhaus und sicher diversen Wirtschaftsgebäuden. In den Häusern wohnten drei Büdner- oder Einliegerfamilien, insgesamt hatte der Ort 15 Einwohner. 1790 wurde das ritterfreie Vorwerk von einem Verwalter oder Unterpächter bewirtschaftet. Neben der Pächterfamilie wohnten noch zwei Einliegerfamilien auf dem Vorwerk, insgesamt in drei Feuerstellen 156 Einwohner. 1801 sind nur noch zwei Feuerstellen genannt, ebenso 1840 nur zwei Wohnhäuser. 1860 standen drei Wohnhäuser und acht Wirtschaftsgebäude in Arnimswalde. Der Ort hatte nun 45 Einwohner. Die Größe des Gutes ist mit 376 Morgen Acker, 109 Morgen Wiese, 2 Morgen Gartenland und 3 Morgen Gehöfte angegeben, also 490 Morgen gesamt. Auf dem Hof wurden 4 Pferde, 9 Stück Rindvieh und 254 Schafe gehalten.
Adolf Frantz nennt allerdings eine Gesamtgröße von 503 Morgen, davon 376 Morgen Acker, 109 Morgen Wiesen und 117 Morgen Weiden (die Addition ergibt aber 484 Morgen). 1879 bestand in Arnimswalde eine Stärkefabrik. Die Größe des Gutes ist nun in Hektaren angegeben. Die Gesamtgröße betrug 149,72 ha, davon 100,34 ha Acker, 16,35 ha Wiesen, 8,76 ha Weiden und 24,27 ha Wald. Der Grundsteuerreinertrag wurde auf 1204 Mark angesetzt.
Eine große Diskrepanz zu diesen Werten weist das Handbuch des Grundbesitzes im Deutschen Reiche von 1885. Dort ist die Gesamtgröße mit 313 ha angegeben, davon 250 ha Acker, 26 ha Wiesen, 9 ha Hutung, 25 ha Wald und 3 ha Unland. Das Gut wurde von einem Oberinspektor Dreger administriert. Der Grundsteuerreinertrag ist mit 1204 Mark beziffert. Anscheinend waren diese Zahlen aber ein Irrtum, denn das Handbuch des Grundbesitzes im Deutschen Reiche von 1896 nennt folgende Werte: 151 ha Gesamtgröße, 110 ha Acker, 30 ha Wiesen, 9 ha Wald und 2 ha Unland. Die drei Güter wurden von einem Pächter H. Wolke mit Sitz in Arnimswalde verwaltet. Die Stärkefabrik war noch vorhanden. Der Grundsteuerreinertrag ist wiederum mit 1204 Mark angegeben. Das nächste Handbuch des Grundbesitzes im Deutschen Reiche von 1903 vermeldet nun die Besitzerwechsel, auch der Verwalter hatte gewechselt. Die Größe hatte sich nicht geändert, aber die Stärkefabrik wird nicht mehr aufgeführt. Die drei Güter wurden nun von Ernst Krach administriert, wie auch 1914. 1923 waren die Güter wieder verpachtet, als Pächter ist Hans Gosch genannt.
Nach Niekammer’s Landwirtschaftlichen Adreßbuch der Rittergüter, Güter und Höfe der Provinz Brandenburg von 1929 war Hans-Jochen von Arnim weiterhin Besitzer von Arnimswalde (Forst) und Albertinenhof. Beide Güter waren nun weitgehend aufgeforstet und hielten 473 ha (Arnimswalde) und 272 ha (Albertinenhof) Wald. Der Forst wurde von Förster Reichard administriert. Nach dem Historischen Ortslexikon soll Arnimswalde 1924 an die Landbank AG Berlin verkauft worden sein. Sechs Bauernstellen sollten eingerichtet werden. Die Pläne wurden anscheinend aber nicht verwirklicht.
| Jahr      | 1774 | 1790 | 1801 | 1817 | 1835 | 1840 | 1858 | 1867 | 1871 | 1895  | 1925 |
| Einwohner | 15   | 16   | 19   | 12   | 16   | 16   | 45   | 50   | 44   | k. A. | 60   |

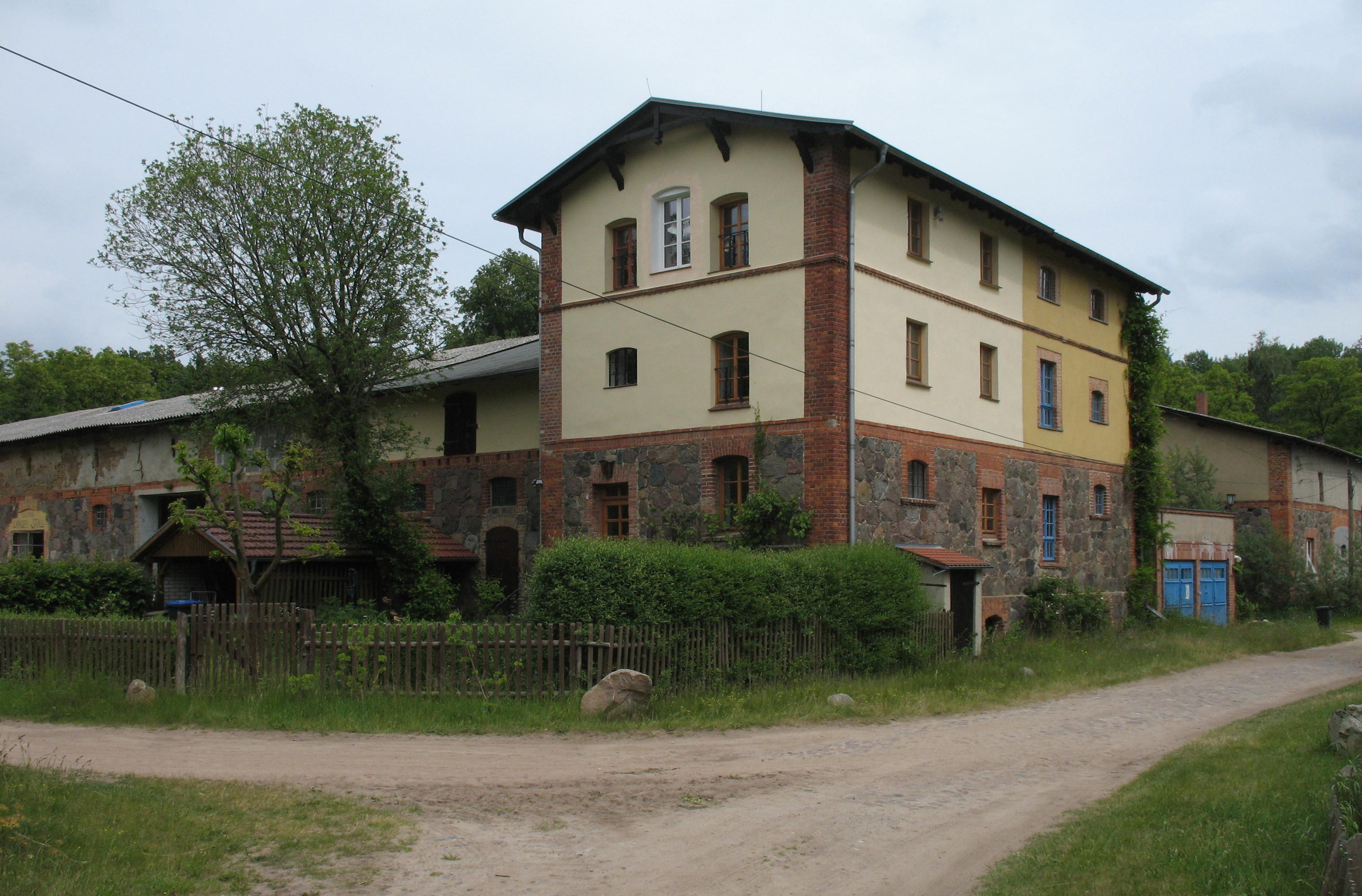
Waldscheune in Arnimswalde

Die Schriftstellerin und Künstlerin Brigitte Martin betrieb über lange Jahre die Galerie Langer Stall in der Waldscheune in Arnimswalde. 2015 gab sie auf.

## Kommunalpolitische Geschichte
Arnimswalde gehörte zur Zeit seine Gründung zum Rittergut Fredenwalde und damit zum Uckermärkischen Kreis der Mark Brandenburg, mit der Kreisreform von 1816/17 dann zum Kreis Templin der Provinz Brandenburg. Der Kreis Templin wurde in der Kreisreform von 1952 neu zugeschnitten, um in der Kreisreform von 1993 mit den Kreisen Angermünde und Prenzlau zum Landkreis Uckermark vereinigt zu werden.
1860 und 1871 bildeten Arnimswalde wie auch Willmine und Klein-Fredenwalde noch eigene Gutsbezirke. Um/vor 1874 wurden die drei Gutsbezirke Arnimswalde, Klein-Fredenwalde und Willmine zum Gutsbezirk Willmine vereinigt. 1874 wurde der Gutsbezirk Willmine dem Amtsbezirk 5 Groß Fredenwalde des Kreises Templin zugeordnet. 1881 bildete Arnimswalde wiederum einen eigenen Gutsbezirk. 1928 wurde der Gutsbezirk Willmine schließlich mit dem Gemeindebezirk Groß Fredenwalde zur Landgemeinde Groß Fredenwalde vereinigt. 1931 und 1950 war Arnimswalde ein Wohnplatz von Groß Fredenwalde. 1971 hatte Arnimswalde den Status eines Ortsteils. 1992 vereinigte sich Groß Fredenwalde zusammen mit 13 anderen Gemeinden zum Amt Gerswalde. Zum 31. Dezember 2001 wurde Groß Fredenwalde in die Gemeinde Gerswalde eingegliedert und ist seither wie Arnimswalde ein Gemeindeteil von Gerswalde.

## Naturschutzgebiet Arnimswalde
Die kleine Ansiedlung Arnimswalde liegt fast völlig von Wald umgeben am Rand des 1406,88 ha großen Naturschutzgebietes Arnimswalde.